# Konkretion
Den här sidan handlar om geologiska formationen, för andra betydelser, se konkret.

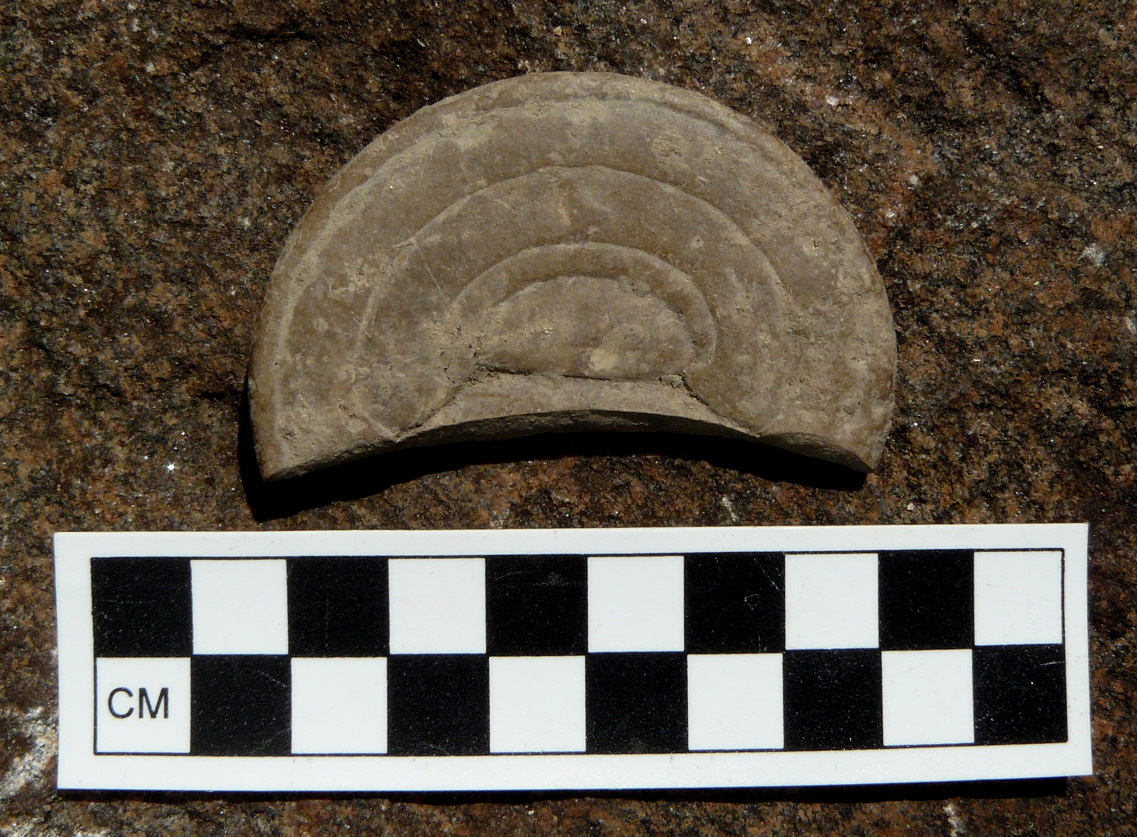
Denna marleka-konkretion hittades i juni 2014 vid arkeologiska undersökningar i Stensö borg i Östergötland.

Konkretion (från latinets concretio= förtätning) är en hård kompakt mineralklump av annan beskaffenhet än omgivande avlagringar, och har bildats genom kemisk utfällning av mineral ur en vattenlösning i ett hålrum i stenen.
I allmänhet har det främmande mineralet bildats kring ett organiskt material som inlagrats i sedimentet och ibland går dessa även att urskilja som fossil. Konkretioner kan uppkomma av en mängd olika mineral, som kalkspat, dolomit, svavelkis eller kalcedon. Även storleken varierar från några millimeter till flera meter i diameter, och formen är även den mycket varierande. Exempel på konkretioner är orsten i alunskiffer, flintnoduler i krita och marlekor i lera.